# Indy Lights
| Indy Lights              | Indy Lights                |
| ------------------------ | -------------------------- |
| Kategoria                | Wyścigi samochodowe        |
| Region                   | Stany Zjednoczone          |
| Pierwszy sezon           | 1986 (oryginalna seria)    |
| Pierwszy sezon           | 2002 (pod szyldem IndyCar) |
| Nadwozia                 | Dallara                    |
| Nadwozia                 | Lola                       |
| Nadwozia                 | March                      |
| Silniki                  | Buick                      |
| Silniki                  | Infiniti                   |
| Opony                    | Firestone                  |
| Opony                    | Cooper Tire                |
| Ostatni mistrz kierowców | Gabriel Chaves             |
| Ostatni mistrz zespołów  | Belardi Auto Racing        |

Indy Lights (oficjalnie IndyCar Firestone Indy Lights) – seria wyścigowa samochodów jednomiejscowych organizowana w Stanach Zjednoczonych. Powstała w 1986 roku pod nazwą American Racing Series i była organizowana pod szyldem wyścigów CART. W pierwszych latach w wyścigach serii korzystano z bolidów Formuły 300. Obecna nazwa serii pojawiła się w 1991 roku, kiedy to wyścigi przemianowano na Dayton Indy Lights Series.  pod szyldem IndyCar. Pod koniec lat 90. CART zmagał się z dużymi problemami finansowymi, a w 1996 roku utworzono Indy Racing League. W związku z tym ostatecznie w 2002 roku doszło do usankcjonowania serii przez Indy Racing League. Natychmiast zmianie uległa nazwa serii – Infiniti Pro Series odwoływała się do nowego dostawcy silników. Do poprzedniej nazwy powrócono w sezonie 2008, kiedy to podkreślono dostawcę opon dla serii. Od tej pory seria znana jest jako Firestone Indy Lights. W 2014 roku nowym dostawcą opon został koncern Cooper Tire.

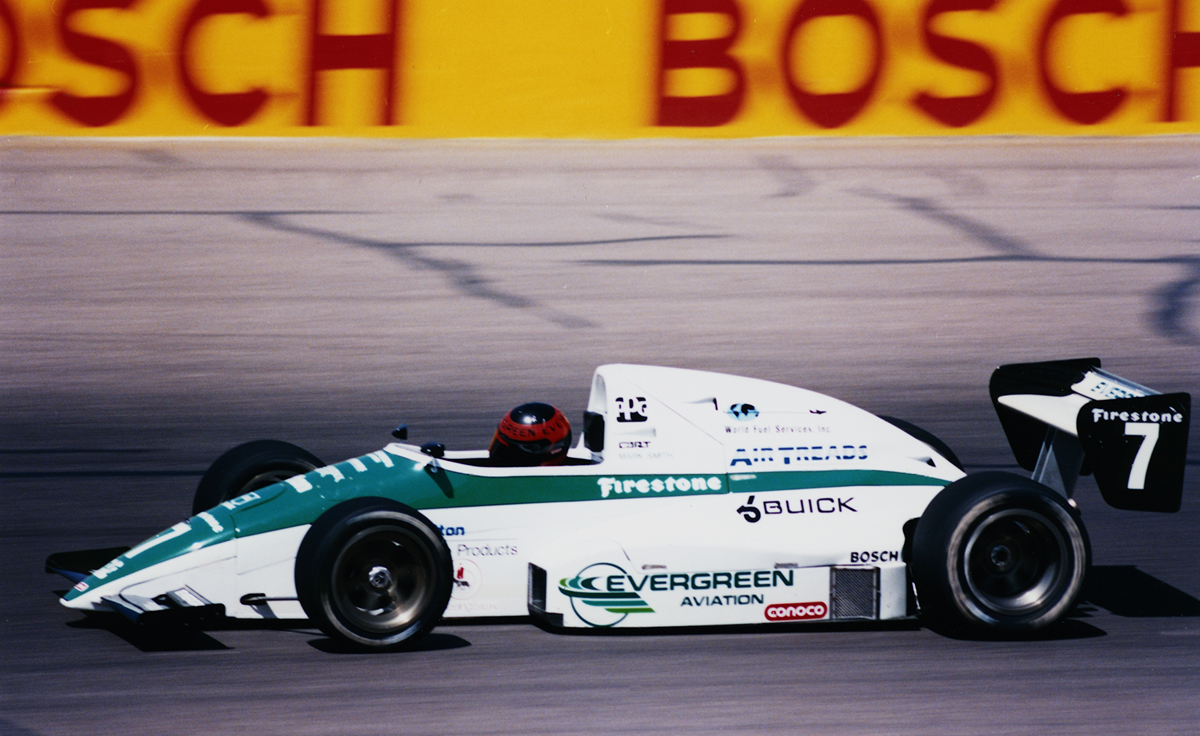
Mark Smith w bolidzie Indy Lights na torze Phoenix International Raceway w 1991 roku

## Mistrzowie
| Sezon                                        | Mistrz                      | Zespół                       | Nadwozie                    |
| CART American Racing Series                  | CART American Racing Series | CART American Racing Series  | CART American Racing Series |
| -------------------------------------------- | --------------------------- | ---------------------------- | --------------------------- |
| 1986                                         | Fabrizio Barbazza           | Arciero Racing               | March                       |
| 1987                                         | Didier Theys                | Truesports                   | March                       |
| 1988                                         | Jon Beekhuis                | Enterprise Racing            | March                       |
| 1989                                         | Mike Groff                  | Leading Edge Motorsport      | March                       |
| 1990                                         | Paul Tracy                  | Landford Racing              | March                       |
| CART Firestone/PPG/Dayton Indy Lights Series |                             |                              |                             |
| 1991                                         | Éric Bachelart              | Landford Racing              | March                       |
| 1992                                         | Robbie Buhl                 | Leading Edge Motorsport      | March                       |
| 1993                                         | Bryan Herta                 | Tasman Motorsports           | Lola                        |
| 1994                                         | Steve Robertson             | Tasman Motorsports           | Lola                        |
| 1995                                         | Greg Moore                  | Forsythe Racing              | Lola                        |
| 1996                                         | David Empringham            | Forsythe Racing              | Lola                        |
| 1997                                         | Tony Kanaan                 | Tasman Motorsports           | Lola                        |
| 1998                                         | Cristiano da Matta          | Tasman Motorsports           | Lola                        |
| 1999                                         | Oriol Servià                | Dorricott Racing             | Lola                        |
| 2000                                         | Scott Dixon                 | PacWest Lights               | Lola                        |
| 2001                                         | Townsend Bell               | Dorricott Racing             | Lola                        |
| IRL Infiniti Pro Series                      |                             |                              |                             |
| 2002                                         | A.J. Foyt IV                | A.J. Foyt Enterprises        | Dallara                     |
| 2003                                         | Mark Taylor                 | Panther Racing               | Dallara                     |
| 2004                                         | Thiago Medeiros             | Sam Schmidt Motorsports      | Dallara                     |
| 2005                                         | Wade Cunningham             | Brian Stewart Racing         | Dallara                     |
| IRL Indy Pro Series                          |                             |                              |                             |
| 2006                                         | Jay Howard                  | Sam Schmidt Motorsports      | Dallara                     |
| 2007                                         | Alex Lloyd                  | Sam Schmidt Motorsports      | Dallara                     |
| IRL Firestone Indy Lights                    |                             |                              |                             |
| 2008                                         | Raphael Matos               | AGR–AFS Racing               | Dallara                     |
| 2009                                         | J.R. Hildebrand             | AGR–AFS Racing               | Dallara                     |
| IndyCar Firestone Indy Lights                |                             |                              |                             |
| 2010                                         | Jean-Karl Vernay            | Sam Schmidt Motorsports      | Dallara                     |
| 2011                                         | Josef Newgarden             | Sam Schmidt Motorsports      | Dallara                     |
| 2012                                         | Tristan Vautier             | Sam Schmidt Motorsports      | Dallara                     |
| 2013                                         | Sage Karam                  | Schmidt Peterson Motorsports | Dallara                     |
| 2014                                         | Gabriel Chaves              | Belardi Auto Racing          | Dallara                     |